# Sabkha

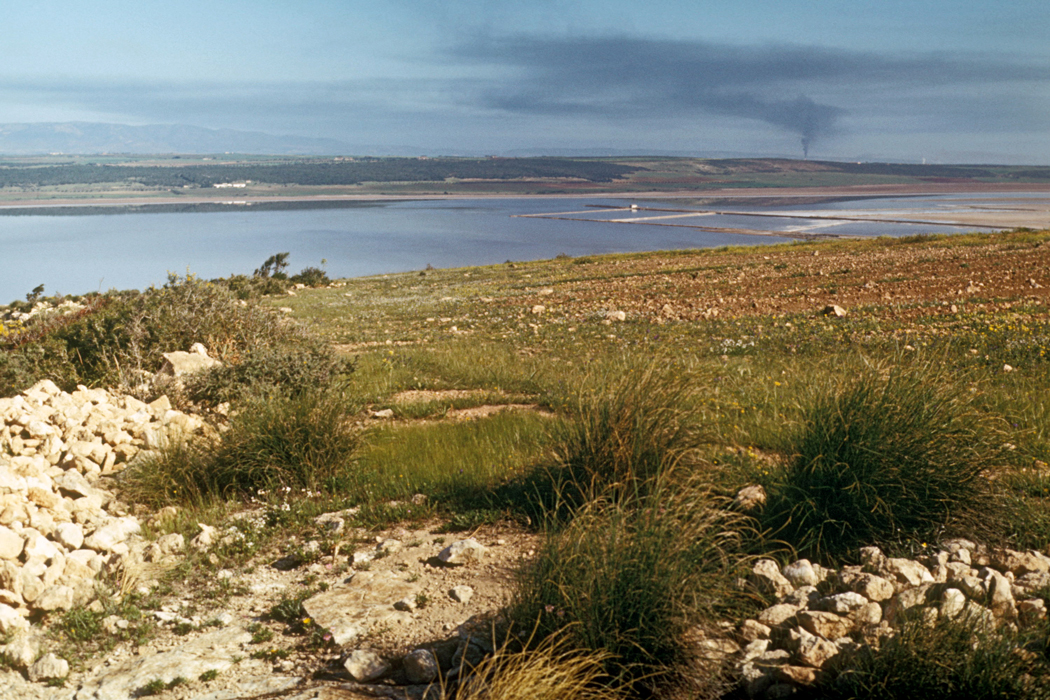
La sabkha di Arzew (Algeria) nel 1975.

Con il termine arabo sabkha (سبخة), o anche sebkha, si indicano le distese di sale o le depressioni incrostate di sale che si incontrano comunemente lungo le coste del Nordafrica e dell'Arabia Saudita. Le sabkha sono generalmente delimitate da dune di sabbia e presentano un letto morbido, poco cementato ma impermeabile, a causa delle periodiche inondazioni ed evaporazioni. L'elevata concentrazione di acqua di mare e la capillare scomparsa delle acque sotterranee portano alla formazione di depositi di gesso, calcite e aragonite. Si ritiene che in passato la maggior parte delle sabkha siano state piccole insenature marine e siano analoghe ai bacini in cui si sono formate evaporiti nel passato geologico.